# Hampton Grand Prix 1977
L'Hampton Grand Prix 1977 è stato un torneo di tennis giocato sul sintetico indoor. È stata la 7ª edizione dell'Hampton Grand Prix, che fa parte del Colgate-Palmolive Grand Prix 1977. Si è giocato a Hampton, negli Stati Uniti, dall'8 al 14 marzo 1977.

## Campioni

### Singolare
Sandy Mayer ha battuto in finale  Stan Smith con il punteggio di 4–6, 6–3, 6–2, 1–6, 6–3

### Doppio
Sandy Mayer /  Stan Smith hanno battuto in finale  Paul Kronk /  Cliff Letcher con il punteggio di 6–4, 6–3